# Amanda Bateman
Amanda Bateman, född 3 juli 1996, är en australisk roddare.
Vid olympiska sommarspelen 2020 i Tokyo slutade Bateman och Tara Rigney på första plats i B-finalen i dubbelsculler, vilket var totalt sjunde plats i tävlingen.